# Candy Crush Saga
Candy Crush Saga (з англ. Сага про розчавлення цукерок) — багатоплатформова безкоштовна (free-to-play) відеогра в жанрі «три в ряд», розроблена компанією King Digital, спочатку гра задумувалась як браузерна. Гра вийшла 12 квітня 2012 р. для використання у соц. мережі Facebook. Пізніше були зроблені версії гри на Android, iOS, Tizen, Windows Phone та Windows 10. Вона є одним з перших та найуспішніших використань моделі freemium.
У грі станом на 7 лютого 2024 року було 14870 рівнів та 100 світів для дослідження.

## Ігровий процес

Демонстрація ігрового процесу гри

Основний ігровий процес оснований на заміні двох сусідніх цукерок між кількома на ігровому полі, щоб утворити рядок або стовпець із принаймні трьох цукерок однакового кольору. Якщо скласти більше — гравець отримає особливі цукерки, які роблять додаткові дії. Ціль гри — зібрати як можна більше очок за обмежений час або за обмежену кількість переміщення елементів, також отримати певний бал або зібрати певну кількість цукерок. У грі присутні бомби: з ними треба зробити будь-яку комбінацію до того, як ви вичерпаєте число переміщення елементів. Це число розташоване на таймері, яка є частиною спрайта самої бомби. Якщо гравець порушує умови гри, то він програє. 

## Персонажі
Протягом усієї гри гравець розгадує головоломки, щоб Тіффі (скорочення від Тоффетта (з англ. Toffette)) могла розв'язувати проблеми, які переслідують жителів Цукеркового королівства. Сюди входить персонаж з початкового туторіалу — містер Тоффі, чий голос був змінений з надмірно високого французького акценту в оригінальній версії гри на скромніший глибокий чоловічий голос.
- Пасхальний зайчик
- Власник магазину пан Єті
- Сова Одус з рівнів Dreamworld
- Лиходійський троль-гумка

Та багато інших. У Candy Crush Jelly Saga є два головні персонажів, проти яких грає гравець, це Королева желе та кекс Карл.

## Бізнес-модель
Суть бізнес-моделі фриміум у тому, що у той час, як у гру можна грати повністю, не витрачаючи грошей, гравці можуть купувати спеціальні предмети та дії, щоб допомогти очистити складніші рівні, від цих покупок розробник отримує прибутки — на піку свого розвитку компанія, як повідомляється, заробляла майже 1 мільйон доларів на день. Приблизно у 2014 році грало понад 93 мільйонів людей, а дохід за три місяці, як повідомляє King Digital, склав понад 493 мільйонів доларів. Через п'ять років після того, як серія Candy Crush Saga була випущена для мобільних пристроїв, вона отримала понад 2,7 мільярда завантажень, і гра була однією з найкасовіших і найпопулярніших мобільних додатків за цей проміжок часу[джерело?].

### Покупки в грі
Гра переважно монетизується через покупки в додатку (через кредитну картку, iTunes або Google Play); гравці починають з п'ятьма «життями», які втрачаються, коли гравець не проходить рівень. Коли вони «виснажені», вони можуть надсилати запити своїм друзям у Facebook на додаткові життя, або чекати, поки вони поповнюються (життя відновлюється кожні пів години), або можна купувати їх. Спочатку, коли гравець купує нові життя, він отримує п'ять нових життів за певну суму в доларах. Після оновлення, коли гравець робить покупку для отримання нових життів, гравець також отримує золоті злитки, кількість яких залежить від того, скільки грошей він витрачає. Золоті злитки можна використовувати для нових життів, додаткових рухів, прискорювачів або для розблокування нового епізоду. У певні моменти, насамперед на початку нових «епізодів», користувачі також повинні або придбати, або отримати запит від принаймні трьох друзів, перш ніж вони зможуть отримати доступ до наступного набору рівнів. А після оновлення гравці чекали лише три дні, щоб розблокувати наступний епізод.
Прискорювачі можна купити за допомогою покупок у додатку. Хоча гра містить безкоштовний вміст, 97,7 % тих, хто грає в гру, роблять це безплатно, тоді як лише 2,3 % платять.

## Розробка
До виходу Candy Crush Saga більшість ігор King були браузерними та пропонувались через їхній веб-сайт або їх пропонували партнерські портали, наприклад Yahoo!. Браузерною була й сама Candy Crush. Це була проста гра з підбором плиток, випущена у 2011 році, про яку, за словами головного креативного директора та співзасновника King Себастьяна Кнутссона, була створена кілька сотень інших ігор, які вони розробили для порталу. Концепція Candy Crush була заснована на ранній грі, створеній King, Miner Speed, яка запозичила елементи ігрового процесу з Bejeweled. У Candy Crush були додані нові анімації для цукерок, причому виразні персонажі, схожі на паперових ляльок допомогли зробити цю гру однією з п'яти найпопулярніших ігор на сайті до 2012 року. На той момент гра була базовою «score attack» грою. Кнутссон сказав: «Перша версія була трьома хвилинами хорошого геймінгу, але ці три хвилини ніяк не еволюціонували».. Candy Crush, як і в деяких інших браузерних іграх King, містив ігровий процес у стилі турнірів, де гравці могли витрачати гроші на участь у змагальних турнірах для підвищення в грі, що служило однією з основних форм доходу компанії на додаток до — продаж ігрових предметів, мікроплатежей та реклами.
Приблизно у 2009, Facebook почали залучати розробників, зокрема Zynga, до розробки ігор у соц. мережах які можуть бути побудовані на його фундаментальних послугах. Для King це призвело до значного падіння кількості гравців, яких вони бачили на своїх ігрових порталах протягом року. У цей момент King почав визначати, як він міг увійти до Facebook і пов'язані з ним ринки мобільних ігор. Після цього вони ропустили свій розділ веб-розробки на розділ для роботи над Фейсбук-іграми та на розділ для розробки мобільних ігор, це сталося у 2010 році. Також вони перенесли кілька існуючих браузерних ігор на ці платформи. Більшість із цих існуючих ігор були представлені користувачам Facebook як бета-версії, і компанія використовувала кількість гравців і відгуки, щоб визначити, які з цих ігор мають найбільші перспективи для просування вперед, що дозволило їм зосередитися на інтенсивнішій розробці цих ігор, відмовившись від інших, в стилі швидкого прототипування. Платформа Facebook дозволила їм зробити розширення існуючих ігор, таке як додання турнірів і можливість включати мікроплатіж у гру.
У квітні 2011 року King перевипустив свою існуючу браузерну гру Miner Speed як свою першу багатоплатформову гру (Facebook та мобільні пристрої), щоб зрозуміти перехід між Facebook і мобільними іграми для цього нового напрямку. Перший серйозний успіх King у цій сфері мала гра «Bubble Witch Saga», випущена у жовтні 2011 року. Станом на січень 2012 року вона залучила понад 10 мільйонів гравців і була однією з найбільш швидкозростаючих ігор Facebook на той час. Bubble Witch Saga запровадив підхід «саги» на відміну від типових ігор «три в ряд», де замість того, щоб гра продовжувалась через фіксований проміжок часу або до тих пір, поки гравець не перейшов у неграбельний стан, гра була поділена на окремі рівні, які вимагали від гравця завершити певні цілі в межах фіксованого набору ходів, і де наступний рівень можна було досягти лише після завершення попереднього рівня. Ці елементи саги використовували основи соціальної гри, але не вимагали більшого вкладення часу, ніж популярна на той час гра FarmVille від компанії Zynga. Гравці могли грати лише кілька хвилин щодня за допомогою моделі саги. Успіх Bubble Witch Saga зробив King життєздатним розробником на цій арені, ставши другим за величиною розробником за щоденною кількістю гравців на платформі Facebook до квітня 2012 року, поступаючись лише компанії Zynga.
Candy Crush Saga була обрана наступною грою King для Facebook на основі популярності браузерної версії Candy Crush. Базовий багатоплатформовий фреймворк від Miner Speed був використаний для створення основи Candy Crush Saga, додавши елементи «саги» з Bubble Witch Saga. Початкові ідеї щодо розширення серії Candy Crush у Candy Crush Saga були запропоновані Кнутссоном приблизно у 2011 році, зокрема зробити карту саги візуально схожою на настільну гру. Гра була вперше випущена для Facebook у квітні 2012 року, на той час мала лише 65 рівнів. Гра швидко набула популярності, за кілька тижнів після релізу набрала понад 4 мільйони гравців.
Пізніше King випустив мобільні версії для iOS і Android того ж року, додавши функцію, яка дозволила користувачам мобільних пристроїв синхронізувати свій прогрес з версією Facebook. Кнутссон заявив, що в той час, коли Candy Crush Saga була такою ж популярною, як і на Facebook, вони знали, що вони «повинні зробити все правильно» в процесі переходу. Раніше King обговорював з Fabrication Games природу ігор, які зберігають свій стан між ПК і мобільною версією, вважаючи, що це є необхідною тенденцією в майбутньому ігор. Обидва визнали кілька труднощів, які необхідно було б вирішити, щоб забезпечити обидва синхронізація прогресу та інтерфейс ігрового процесу між комп'ютерами, керованими мишею, та мобільними пристроями з сенсорним керуванням. King виявив, що одна з проблем із перенесенням Bubble Witch Saga на мобільний телефон полягала в тому, що елементи ігрового процесу були замалі для мобільних пристроїв, і намагався виправити це для Candy Crush Saga на мобільних пристроях. Затримка мобільного випуску Candy Crush Saga частково була пов'язана з додаванням можливості відтворення мобільної версії в автономному режимі, яка все одно буде синхронізуватися, коли гравець повернеться в Інтернет.
Мобільна версія допомогла підвищити популярність гри, це пов'язано з природою гри, в яку можна було грати в режимі «підбери та йди», що ідеально підходить для мобільних пристроїв. Томмі Палм, один із чотирьох розробників Candy Crush Saga, заявив, що кількість перших вихідних після виходу гри на мобільних пристроях була більш ніж вдесятеро більшою, ніж вони очікували. У січні 2013 року Candy Crush Saga обігнала FarmVille 2 від Zynga за популярністю та стала найпопулярнішою грою на платформі Facebook.
Компанія King не планувала, що Candy Crush Saga стане настільки популярною, очікуючи, що гра проживе лише шість місяців, після чого гравці перейдуть до іншої гри, і, таким чином, вони витратили мінімальні ресурси на її постійну підтримку та на запуск. Натомість, оскільки до кінця 2012 року популярність гри все ще була високою, King став серйозніше підтримувати гру в довгостроковій перспективі, вивчаючи глибші ігрові механіки, додаючи більше рівнів та інші методи для розширення гри. З моменту виходу Candy Crush Saga з роками розширювалася, додаючи нові епізоди, кожен з яких містить ряд нових рівнів. Це дозволило King також представити нові функції ігрового процесу поряд з іншими вдосконаленнями гри. Нові функції спочатку були протестовані на власному порталі King, щоб побачити, як реагують гравці, і дозволили їм налаштуватися під їх потреби, а потім включили у епізоди на Facebook/мобільній версії. У вересні 2016 року компанія випустила 2000-й рівень для гри, щоб відзначити віху — понад 1 трильйон ігрових сессій у Candy Crush Saga. Зовсім недавно, коли гра пропонується як безкоштовна, King прагне надавати новий контент щотижня або раз на два тижні, включаючи обмежений за часом контент. Цакконі розглядав цей підхід як засіб, щоб гравці, які нічого не купують продовжували повертатися у гру.

## Прийом
| Агрегатор  | Оцінка      |
| ---------- | ----------- |
| Metacritic | iOS: 79/100 |

Згідно з веб-сайтом агрегатором рецензій Metacritic, гра отримала середню оцінку 79/100, що вказує на загалом позитивні відгуки. Еллі Гібсон з Eurogamer назвала Candy Crush Saga «Грою 2013 року».

### Комерційні успіхи
До 2013 року гру Candy Crush Saga було завантажено понад 500 мільйонів разів на пристроях Facebook, iOS та Android. Це вважалося найбільш завантажуваним додатком з Apple App Store, і мав щонайменше 6,7 мільйонів активних користувачів на щоденній основі. Гра мала щоденний дохід у розмірі 633 000 доларів з розділу Сполучених Штатів iOS App Store. До 2014 року в грі було понад 245 мільйонів активних гравців щомісяця, але відтоді аудиторія скоротилася, а до 2016 року ця кількість впала приблизно до 166 мільйонів. У листопаді 2017 року цей показник знову зріс до 293 мільйонів активних щомісячних гравців.
Хоча спочатку King випустила цю гру з рекламою для збільшення доходу, King видалив рекламу в 2013 році і заробляв гроші на грі суто у вигляді покупок у додатку. Лише невеликий відсоток гравців придбав ігрові предмети, приблизно до 4 %, але це призвело до мільйонів доларів щомісячного доходу для King. 2014 року гравці Candy Crush Saga витратили понад 1,33 мільярда доларів на покупки в застосунку. Це менше порівняно з попереднім роком, оскільки у другій половині 2013 року гравці витратили понад 1,04 мільярда доларів. До 2015 року щомісячний дохід оцінювався в 120 мільйонів доларів, але зі зменшенням кількості гравців, які купують ігрові предмети, до 2 % до 2016 року, цей дохід знизився до трохи більше ніж 53 мільйонів доларів на місяць. Але, до кінця жовтня 2018 року місячний дохід зріс до 128 мільйонів доларів.
Через п'ять років після виходу на мобільний телефон серія Candy Crush отримала понад 2,73 мільярда завантажень.
Його дохід за квартал, що закінчився у вересні 2017 року, склав 250 мільйонів доларів США, що значно покращило прибутки з року в рік у порівнянні з 2016 роком.
За чотири роки до 2017 року він залишається одним із найпопулярніших мобільних застосунків х великим доходом. До кінця липня 2018 року загальний дохід, отриманий цією грою, становив 3,91 мільярда доларів.
Candy Crush отримав особливу згадку в ЗМІ Гонконгу, з повідомленнями, що кожен сьомий громадянин Гонконгу грає в цю гру.
У грудні 2013 року King вийшла на японський ринок із серією телевізійних рекламних роликів у Японії, і до 4 грудня вона стала 23-ю за кількістю завантажень грою в Японії на пристроях з операційною системою Android і номером 1 за кількістю завантажень з App Store.
Це також найпопулярніша гра всіх часів у Великій Британії.

### Демографічні показники гравців
58 % гравців — жінки, тоді як 46 % гравців — покоління X, хоча в нього грає більше молоді та дітей.

### Нагороди
Candy Crush Saga здобула нагороду People's Choice Awards за улюблену мобільну гру 2016 року. Інші номінанти були Fruit Ninja, Despicable Me: Minion Rush, Plants vs. Zombies та Temple Run. Ця гра також стала переможцем 9-го конкурсу «International Mobile Gaming Awards» у номінації «Найкраща соціальна гра».

## Спінофи
- Candy Crush Soda Saga
- Candy Crush Jelly Saga
- Candy Crush Friends Saga